# Capua intractana
Capua intractana là một loài bướm đêm thuộc họ Tortricidae. Nó được tìm thấy ở Úc, bao gồm Tasmania.